# Santa Martha de Cuba
Santa Martha de Cuba ist eine Ortschaft und eine Parroquia rural („ländliches Kirchspiel“) im Kanton Tulcán der ecuadorianischen Provinz Carchi. Die Parroquia besitzt eine Fläche von 17,06 km². Die Einwohnerzahl lag im Jahr 2010 bei 2366.

## Lage
Die Parroquia Santa Martha de Cuba liegt in den Anden im äußersten Norden von Ecuador nahe der kolumbianischen Grenze. Das Gebiet liegt in Höhen zwischen 2700 m und 3200 m. Es wird nach Süden über den Río Apaquí zum Río Chota entwässert. Der etwa 2860 m hoch gelegene Hauptort befindet sich knapp 20 km südsüdwestlich der Provinzhauptstadt Tulcán.
Die Parroquia Santa Martha de Cuba grenzt im Norden an die Parroquia Julio Andrade, im Osten an die Parroquia Huaca (Kanton San Pedro de Huaca), im äußersten Süden an die Parroquia Chitán de Navarretes (Kanton Montúfar) sowie im Westen an die Parroquia Pioter.

## Geschichte
Die Gründung der Parroquia Santa Martha de Cuba wurde am 30. Dezember 1993 im Registro Oficial N° 348 bekannt gemacht.